# Woldstedtius
Woldstedtius är ett släkte av steklar som beskrevs av Carlson 1979. Woldstedtius ingår i familjen brokparasitsteklar.

## Dottertaxa tillWoldstedtius, i alfabetisk ordning[1][2]
- Woldstedtius abditus
- Woldstedtius ambreui
- Woldstedtius biguttatus
- Woldstedtius caccabatus
- Woldstedtius citropectoralis
- Woldstedtius concavus
- Woldstedtius cruzae
- Woldstedtius demenesesi
- Woldstedtius eduardoi
- Woldstedtius erythromelas
- Woldstedtius flavicauda
- Woldstedtius flavolineatus
- Woldstedtius garitai
- Woldstedtius hidalgoensis
- Woldstedtius holarcticus
- Woldstedtius hugoi
- Woldstedtius isidroi
- Woldstedtius karafutensis
- Woldstedtius lopezi
- Woldstedtius marcelae
- Woldstedtius melanocnemis
- Woldstedtius nigrolineatops
- Woldstedtius nigrolineatus
- Woldstedtius otanesi
- Woldstedtius patei
- Woldstedtius paulus
- Woldstedtius pereirai
- Woldstedtius rojasae
- Woldstedtius rubellulus
- Woldstedtius salasae
- Woldstedtius serranoi
- Woldstedtius subditicius
- Woldstedtius takagii
- Woldstedtius tetracarinatus
- Woldstedtius uichancoi
- Woldstedtius yokohamensis